# David Kahn
David Kahn (7 tháng 2 năm 1930 – 23 tháng 1 năm 2024) là một nhà sử học, nhà báo và nhà văn người Mỹ. Ông đã viết rất nhiều về lịch sử của mật mã và tình báo quân sự.

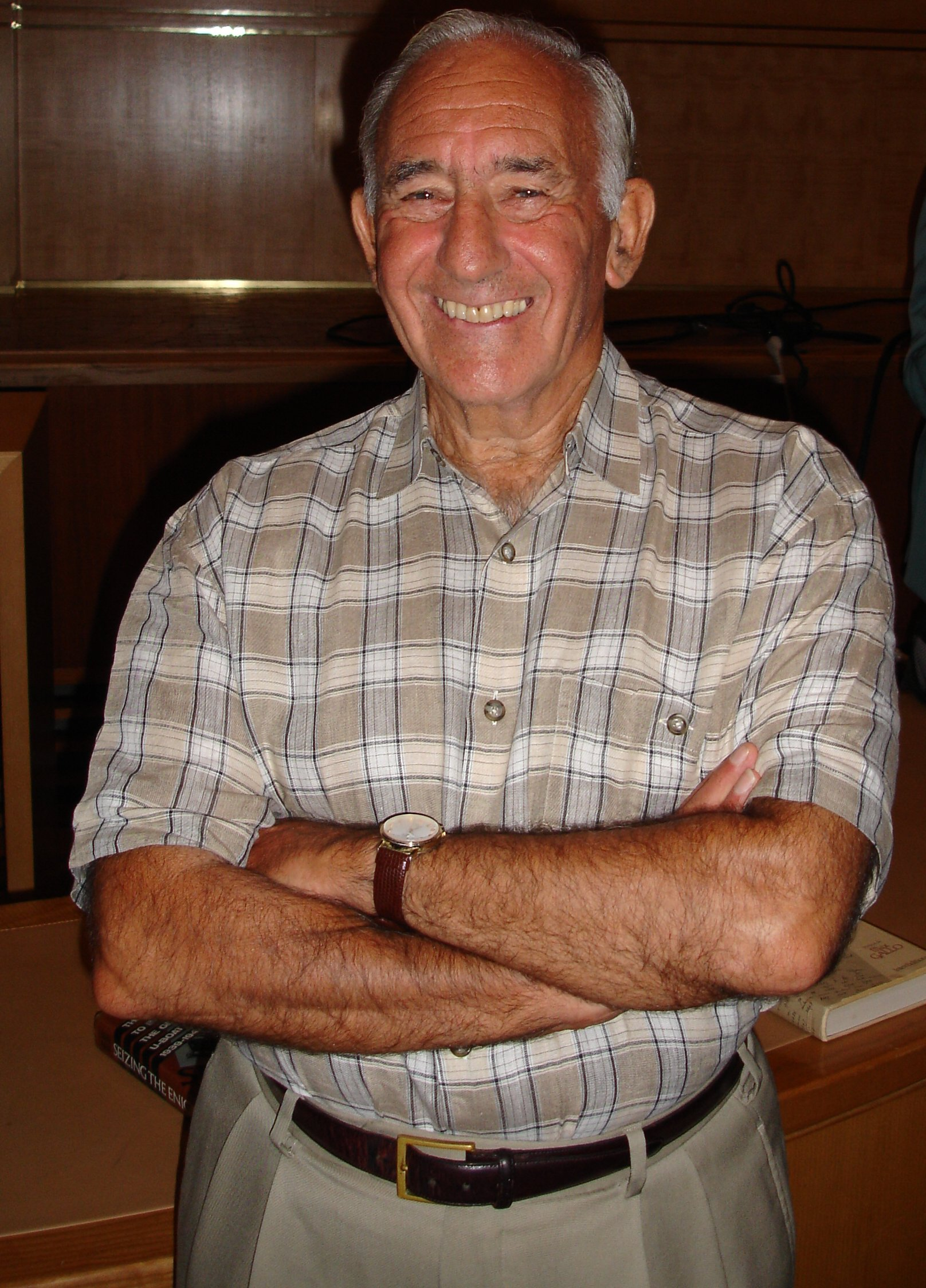
David Kahn

The Codebreaker (ISBN 0684831309) là tác phẩm nổi tiếng của David Kahn xuất bản năm 1967. Kahn không nhận mình làm trong ngành mật mã học, song những điều ông trình bày trong tác phẩm của mình làm cho người đọc thán phục về hiểu biết của Kahn đối với ngành khoa học đặc biệt này.
Cuốn sách đã tái hiện lại lịch sử mật mã học từ thời Ai Cập cổ đại cho tới thời điểm viết sách. Nó được nhìn nhận như là cuốn sách hay nhất viết về đề tài này tại thời điểm xuất bản. Chính phủ Mỹ đã từng cố gắng để mua bản quyền cuốn sách để ngăn chặn việc xuất bản.
Tại thời điểm xuất bản, các thông tin về việc phá vỡ hệ thống Enigma của phát xít Đức trong thế chiến II chưa được tiết lộ. Vì thế nó không đề cập đến vấn đề này và cũng như những thuật toán mật mã hóa mạnh được sử dụng rộng rãi được phát triển sau đó.
Cuốn sách được tái xuất bản năm 1996 và có thêm một chương tóm tắt các sự kiện xảy ra sau lần xuất bản đầu tiên.